# 六元老公开信
，是指1989年3月罗马尼亚共产党党内六位曾担任中央重要职务的老党员联名上书给尼古拉·齐奥塞斯库的公开信事件。这封公开信经过英国广播公司电台、自由欧洲电台和美国之音等外电报道后在国内外引起强烈反响，很多政治分析人士认为，这是自尼古拉·齐奥塞斯库执政开始面临的最严峻挑战。

## 公开信主要内容

### 批评
- 批评齐奥塞斯库的对内对外政策；
- 农村规范化的政策失败；
- 限制罗公民对外交往的禁令没有任何法律依据；
- 首都行政中心建设的预算不透明；
- 违反通信自由和人口生育政策的失败；
- 反对“剥削阶级”的专政工具被用来恐吓、压制诚实的党员和知识分子；
- 错误的农业政策导致大量饥饿人口，大批公民外逃。

### 建言
- 停止摧毁乡村和强制搬迁的“农村规范化”；
- 恢复宪法保障的公民权利；
- 禁止粮食出口。

## 上书人员
- 康斯坦丁·珀尔伏列斯库——曾任罗共中央第一书记、中央检查委员会主席
- 格奥尔基·阿波斯托尔——曾任罗共中央第一书记、部长会议第一副主席
- 亚历山德鲁·伯尔勒迪亚努——曾是罗马尼亚社会主义计划经济体制的建立者之一
- 科尔内留·曼内斯库——曾任总政治部主任、外交部长
- 西尔维乌·布鲁坎——曾是罗共权威理论家和思想家之一
- 格雷戈里·扬·勒强努——曾是罗马尼亚资深外交官

## 反应与后续
六人纷纷被软禁并受到内务安全机构的审讯。
到了1989年12月22日，罗马尼亚革命爆发。25日，特别军事法庭以齐奥塞斯库夫妇犯有“实施种族灭绝，屠杀六万人”、“危害国家”、“破坏公共财产”、“破坏国民经济”、“在国外银行有超过10亿美元的秘密存款并企图叛逃国外（后经调查为子虚乌有）”五大罪状判处死刑，立即执行枪决。